# Carl Ludwig Fuchs
Carl Ludwig Fuchs (* 2. Oktober 1945 in Aken; † 11. August 2019 in Leipzig) war ein deutscher Kunsthistoriker. Er wurde vor allem durch die Sendung Kunst und Krempel im Bayerischen Fernsehen als Experte für Schmuck, Silber und historische Uhren bekannt.

## Leben
Seine Mutter entstammte einer Linie des Adelshauses Isenburg; ein Vorfahre soll Fürst Leopold I. von Anhalt-Dessau gewesen sein. Aus politischen Gründen verließ die Familie 1954 die DDR und siedelte sich im hessischen Korbach an.

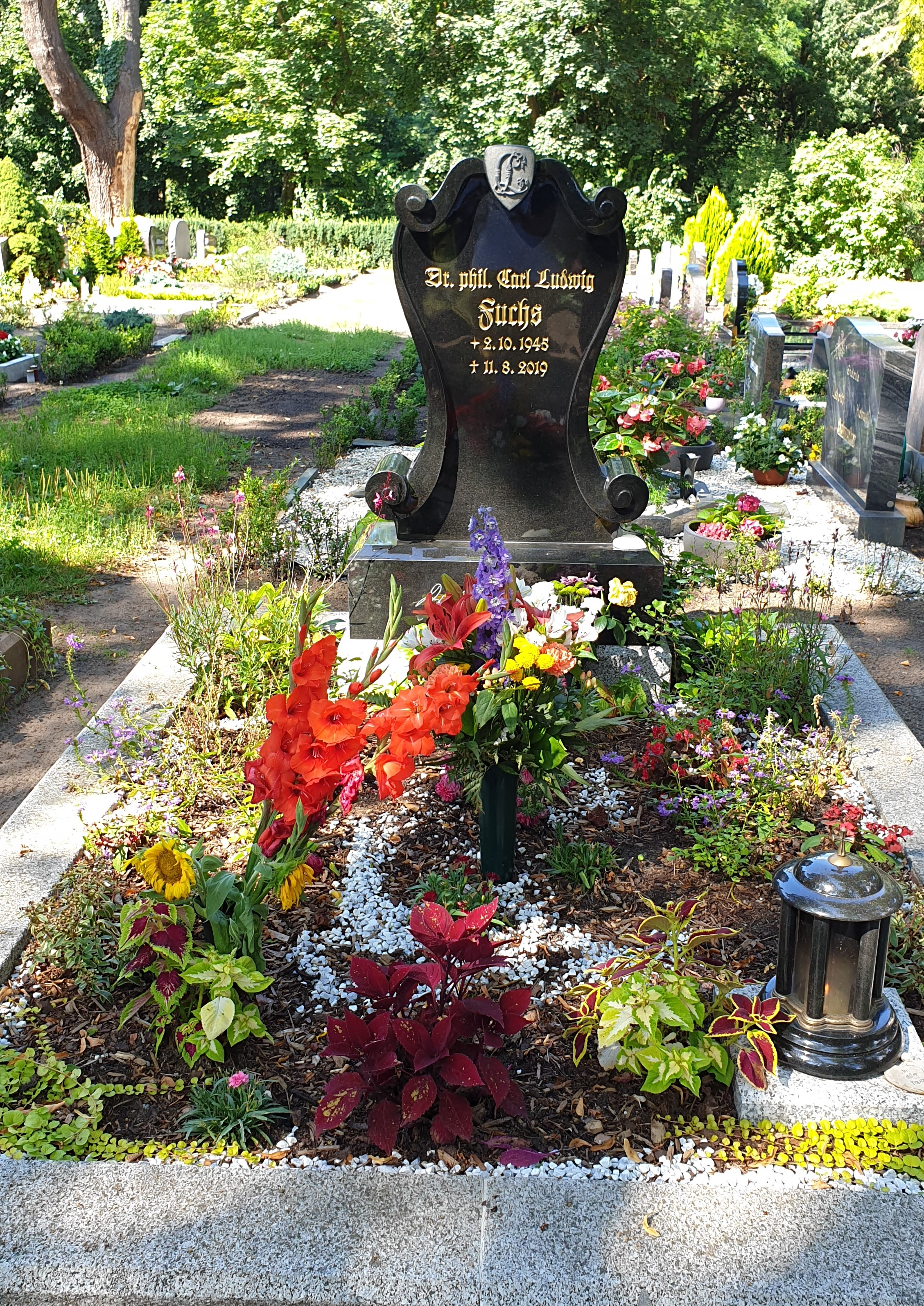
Grabstätte auf dem Friedhof in Aken

Fuchs studierte Kunstgeschichte an den Universitäten Marburg, Wien und Hamburg, 1976 erfolgte die Promotion in Heidelberg bei Peter Anselm Riedl über die Wiederherstellung des Schwetzinger Schlosses. 1978 begann er als wissenschaftlicher Mitarbeiter, später als Leiter der Abteilung für Kunsthandwerk und Geschichte der Kurpfalz und Baden und ab 2004 als stellvertretender Direktor am Kurpfälzischen Museum der Stadt Heidelberg zu arbeiten. In seiner fast dreißigjährigen Tätigkeit hat er das Erscheinungsbild des Museums wesentlich geprägt. 2002 gelang ihm mit Unterstützung der Kulturstiftung der Länder und zahlreicher privater Sponsoren der Ankauf des pfälzischen Tafelsilbers der Kurfürstin Elisabeth Augusta. Internationale Beachtung erfuhr das Museum durch den von ihm geleiteten Aufbau einer Sammlung Frankenthaler Porzellans.
Aufgrund seiner breit angelegten kunsthistorischen, konservatorischen und restauratorischen Kenntnisse wurde er mit dem Umbau und der Gestaltung der Inneneinrichtung des Schwetzinger Schlosses, des Hauses Buhl in Heidelberg, der Inneneinrichtung des Rohrbacher Schlosses im Stil der badischen Großherzogin Amalia, des Schlosses Amalienburg bei München, des Neuen Schlosses in Bayreuth sowie des Schlosses Ballenstedt betraut. Nach seiner Pensionierung im Jahr 2007 war er als freier Mitarbeiter in der Schlösserverwaltung Wörlitz tätig und trug, gemeinsam mit der Kunsthistorikerin Kristina Schlansky, wesentlichen Anteil an der Restaurierung von Schloss Mosigkau und Schloss Luisium.
Daneben war er auch als Experte für antiken Schmuck, Silber und Möbel bekannt.
Seit 1993 war er regelmäßig in der Sendung Kunst und Krempel als Experte vor allem für Schmuck zu sehen, die im Bayerischen Fernsehen ausgestrahlt wird. Neben Fernsehauftritten bei Kunst und Krempel wurde er im Alpha-Forum bei ARD-alpha porträtiert und hatte 2013 einen Auftritt in der Dokumentation Spur der Schätze – Teufelswerk im Gotteshaus – Der Kunstraub von Klieken. Er gehörte als Experte für Schmuck, Uhren und Objets d’art zum Team des Sachverständigenbüro für Kunst, Antiquitäten und gehobenen Hausrat von Poschinger, Ottomeyer, Fuchs und Partner in Riemerling.
Für seine Verdienste wurde Carl Ludwig Fuchs von Eduard Prinz von Anhalt mit dem Großkreuz des askanischen Hausordens Albrechts des Bären ausgezeichnet; er nahm im Orden bis zu seinem Tode die Funktion des Protokollchefs wahr.
Er war Eigentümer des einzigen originalen Barockhauses in Dessau, des Palais Minckwitz, in dem er auch bis zuletzt mit seinem Ehemann lebte.
Fuchs, dessen Gesundheitszustand sich seit dem Frühsommer 2019 verschlechtert hatte, verstarb im August 2019 im Herzzentrum Leipzig. Aus der ersten Ehe entstammt eine Tochter. Er hinterließ einen Ehemann.
Zum Gedenken an sein Schaffen hat das Bayerische Fernsehen am 17. August 2019 eine ihm gewidmete Folge von Kunst und Krempel ausgestrahlt, die aus einem Nachruf und vier ausgewählten Kunstberatungen mit Fuchs bestand.
Carl Ludwig Fuchs wurde auf eigenen Wunsch in seinem Geburtsort Aken beerdigt.

## Werke (Auswahl)
- Die Innenraumgestaltung und Möblierung des Schwetzinger Lustschlosses im 18. und 19. Jahrhundert. Dissertation. Heidelberg 1975.
- Heidelberger Münzprägungen (zusammen mit Sabine Wetzig). Kurpfälzisches Museum, Heidelberg 1981.
- Die Solitaires der Manufactur Frankenthal: Ausstellung des Kurpfälzischen Museums der Stadt Heidelberg, 11.12.1993 – 20.2.1994 (zusammen mit Jörn Bahns). Heidelberg 1993, ISBN 978-3-89426-065-1.
- Biedermeier in Heidelberg: 1812–1853. Heidelberg 1999, ISBN 978-3-8253-0984-8.
- Schloss Schwetzingen. Schimper-Verlag, Schwetzingen 2000. ISBN 3-87742-154-7.
- Schloss und Garten zu Schwetzingen (zusammen mit Claus Reisinger). Wernersche Verlagsgesellschaft, Worms 2008. ISBN 978-3-88462-266-7.
- Diamanten der Queen (Hugh Roberts, Tatjana Gräfin Dönhoff (Übers.)). Gerstenberg, Hildesheim 2012, ISBN 978-3-8369-2748-2.